# Bradyscela
Bradyscela is een geslacht van raderdiertjes uit de familie Adinetidae. De wetenschappelijke naam van dit geslacht is voor het eerst geldig gepubliceerd in 1910 door Bryce.

## Soorten
- Bradyscela clauda (Bryce, 1893)
  - Adineta clauda Bryce, 1893
- Bradyscela granulosa De Koning, 1947